# 建御名方神
建御名方神（タケミナカタノカミ）乃是《古事記》之記述，《延喜式神名帳》裡作南方刀美神，祂是日本神話中的神祇，被奉為風神、農耕神、狩獵神、武神和軍神等，另有別名武南方神、諏訪神等。

## 概要

### 古事記之記載
根據《古事記》上卷的記載，天照大神任命自己的兒子天忍穗耳尊為葦原中國的新統治者，並派建御雷和天鳥船神前去接管。原本大國主神統治葦原中國，在建御雷等二神宣達了天照大神的旨意後，大國主神不回答，命兒子八重事代主神回答，事代主神同意交出葦原中國。
建御雷神便再度問大國主神：「你的兒子八重事代主神已經答應了，其他兒子還有意見嗎？」大國主神回覆說：「我的兒子裡大概只有建御名方神會有意見。」剛好後者經過並掄起一塊巨石說：「汝者何人，竟敢在這裡大放厥辭？那你跟我比力氣，我先來握一握你的手。」於是建御雷神便讓建御名方神抓住自己的手，想不到手立刻變成冰柱，忽又變成劍。建御名方神大吃一驚，且倒退了幾步。建御雷神反過來說：「那我也握一握你的手！」便抓住建御名方神的手，就像細弱的蘆葦一般，建御名方神的手被一把捏斷後，整個人被摔在地上。建御名方神飛快地逃走，但建御雷神也緊追在後，終於在科野國的州羽海追到建御名方神，打算將之殺死。建御名方神求饒道：「我投降了！請饒我一命。除了此地，我不會再到他處，亦不會違背父親以及兄長所說的話，謹遵天照大御神神子的命令，獻出葦原中國。」

## 解說
日本神話未記述其來歷，但是根據各地流傳的故事，祂是大國主神和沼河比賣（或稱奴奈川姬）之子，妻乃八坂刀賣神。建御名方神和建御雷神之間的競力被視為日本國技相撲的起源，然而該事蹟僅見於《古事記》，《日本書紀》對葦原中國平定的相關記載並未記錄。建御名方神是神氏之祖先，所以是神氏的後裔諏訪氏、他田氏、保科氏等諏訪神黨的氏神。

### 諏訪大明神繪詞之記載
《諏訪大明神繪詞》記載建御名方神乃外來之神，來到諏訪地區後與當地之洩矢神大戰。洩矢神手持鐵輪、建御名方神手持藤蔓互鬥，後來洩矢神大敗，建御名方神成為諏訪地方的統治神。

## 信仰
全日本祭拜建御名方神的神社除了各地的諏訪神社外，另計有下述：
- 諏訪大社（長野縣諏訪市）

## 內部連結
- 大國主神
- 沼河比賣
- 八坂刀賣神
- 御社宮司神
- 洩矢神
- 建御雷
- 相撲
- 野見宿禰
- 當麻蹴速

## 外部連結
- （日語）建御名方神 （页面存档备份，存于）
- （日語）信濃國一之宮諏訪大社 公式サイト （页面存档备份，存于）